# Giovanni Battista Mantuano
Giovanni Battista Mantuano  ou Giovanni Battista Sculptore, (Mantoue,1503 - Mantoue, 29 décembre 1575 est un peintre maniériste et graveur italien de la Renaissance, actif au XVIe siècle.

## Biographie
Giovanni Battista Mantuano a été formé auprès de Giulio Romano.
Il assista le maître en réalisant, d'après les dessins de celui-ci, les statues en stuc pour le Palais du Te à Mantoue.
Adam von Bartsch lui attribue 20 gravures.
Sa fille Diana Scultori Ghisi et son fils Adamo Scultori sont tous deux graveurs.

## Œuvres

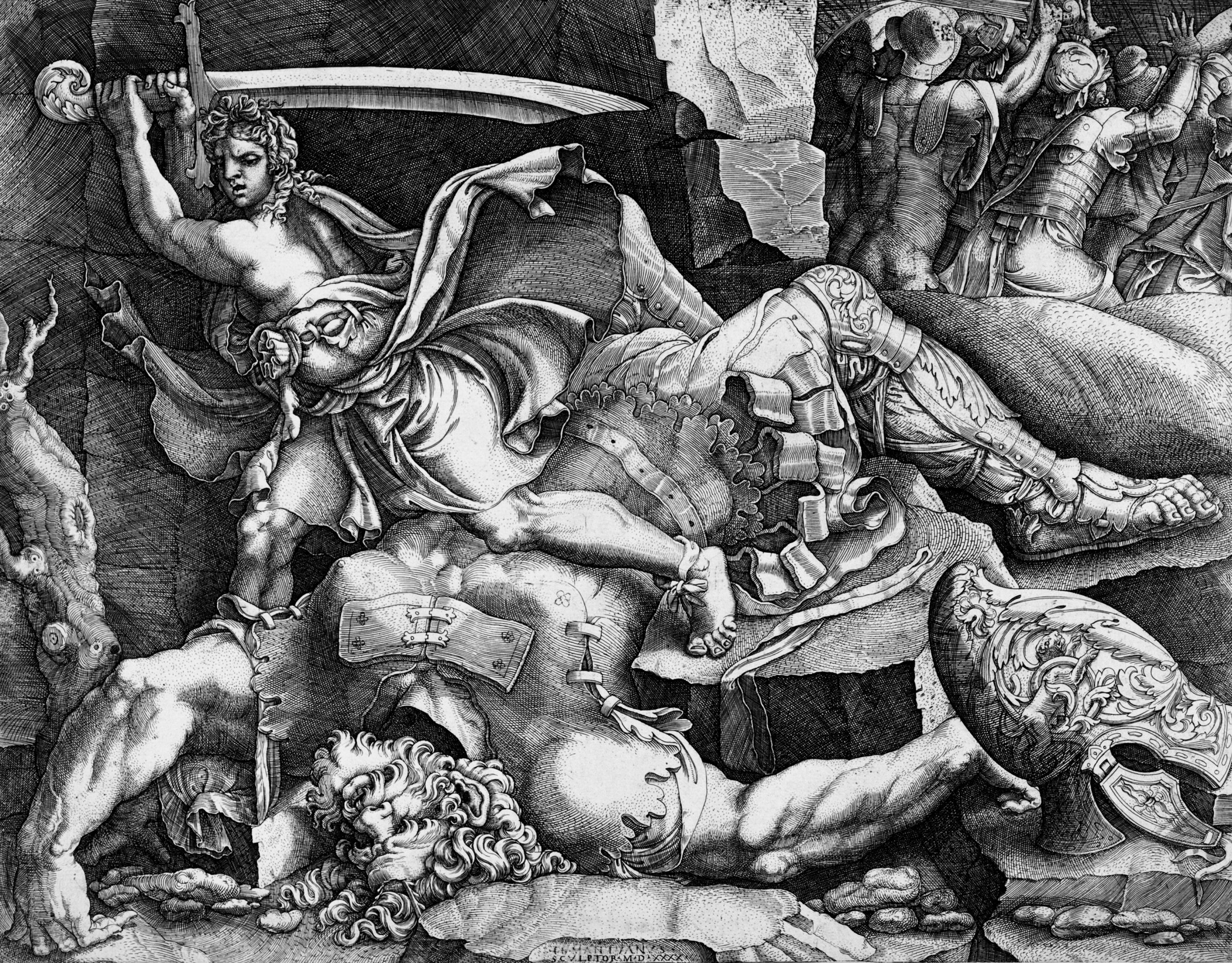
David et Goliath (1540, musée d'Art du comté de Los Angeles).
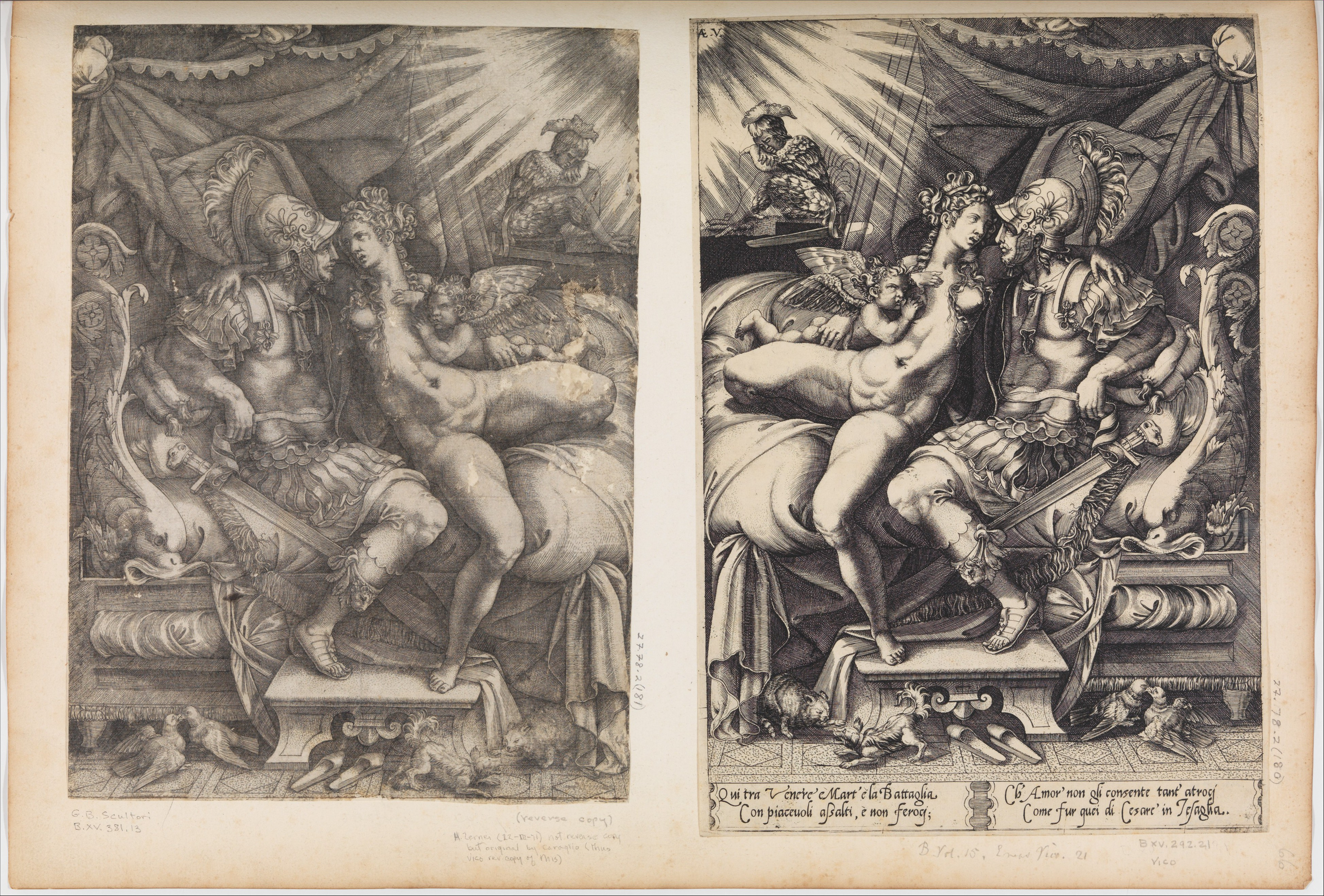
Mars et Venus (n. d., Metropolitan Museum of Art).
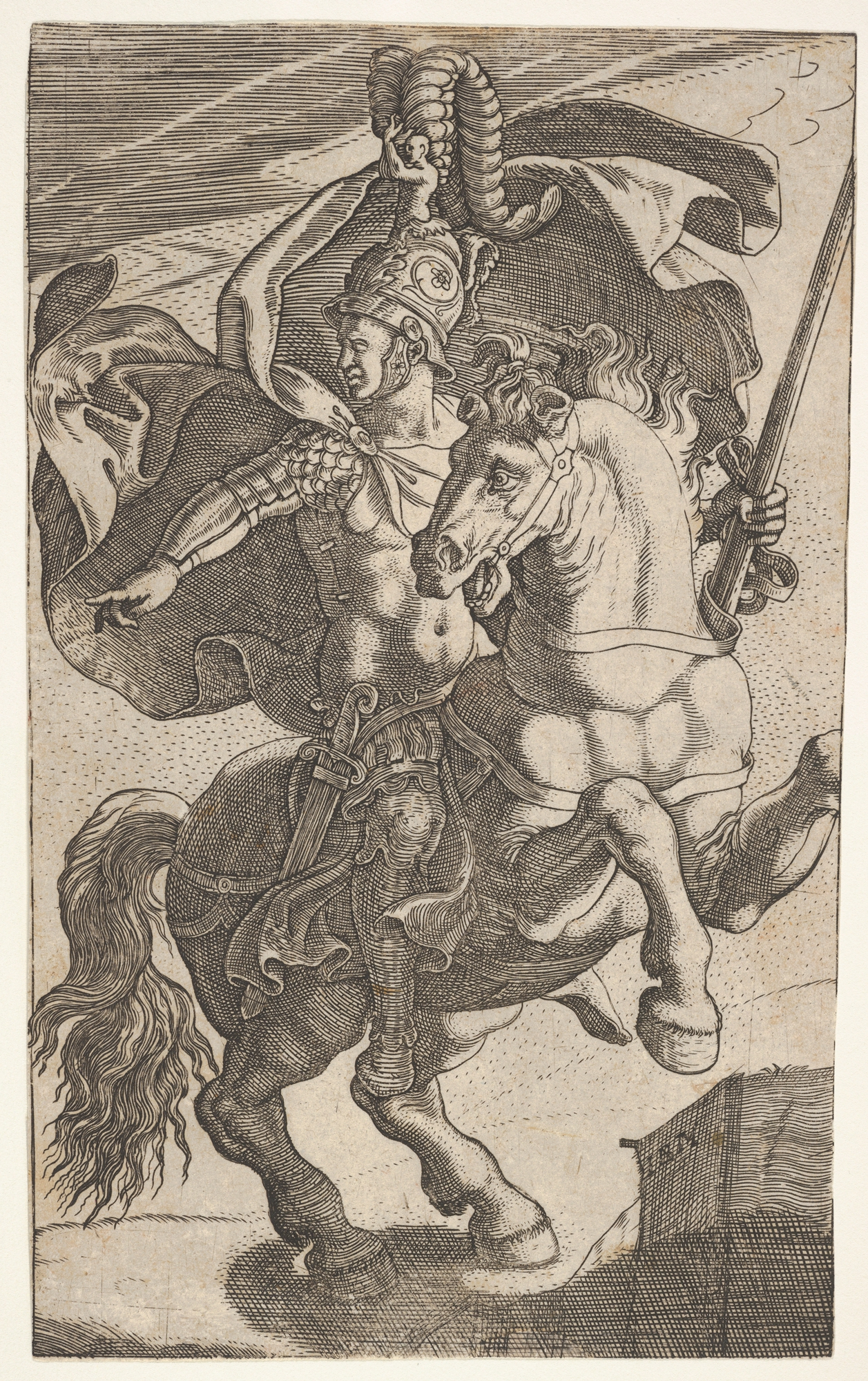
Soldat chevauchant un cheval cabré et portant un casque à plumes, une cuirasse, des pteruges et des cretons, le soldat regarde et montre sa droite (vers 1530-1575, Metropolitan Museum of Art).
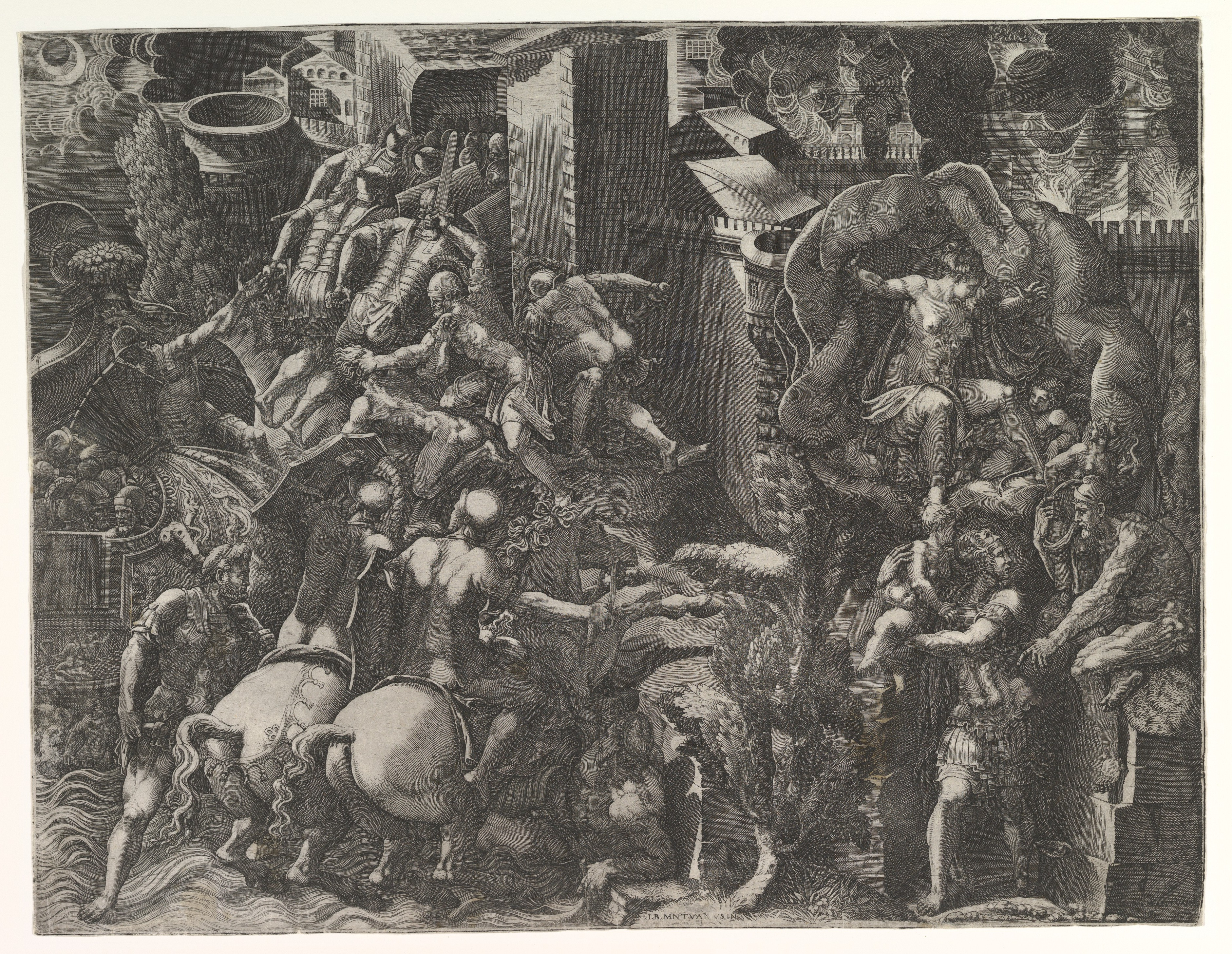
La chute de Troie et la fuite d'Énée (milieu des années 1540, Metropolitan Museum of Art).